# Балинасло
Балинасло (енгл. Ballinasloe, ир. Béal Átha na Sluaighe) је град у Републици Ирској, у средишњем делу државе. Град је у саставу округа Голвеј, где представља трећи по величини град и важно средиште његовог источног дела.

## Природни услови
Град Балинасло се налази у средишњем делу ирског острва и Републике Ирске и припада покрајини Конот. Град је удаљен 150 километара западно од Даблина. 
Балинасло је смештен у равничарском подручју средишње Ирске, на реци Клункоран, притоци најдуже острвске реке Шенон. Надморска висина средишњег дела града је око 65 метара.
Клима: Клима у Балинаслоу је умерено континентална са изразитим утицајем Атлантика и Голфске струје. Стога град одликује блага и веома променљива клима.

## Историја
Подручје Балинаслоа било је насељено већ у време праисторије. Дато подручје је освојено од стране енглеских Нормана у крајем 12. века.
Балинасло је од 1921. године у саставу Републике Ирске. Опоравак града започео је тек последњих деценија, када је забележен нагли развој и раст.

## Становништво
Према последњим проценама из 2011. године Балинасло је имао нешто преко 7 хиљада у широј градској зони. Последњих година број становника у граду се повећава.

## Привреда
Балинасло је био традиционално трговиште, а овај обичај је задржан и дан-данас. Последњих деценија градска привреда се махом заснива на концепту предузетничког града.

## Збирка слика
- Римокатоличка црква Св. Арханђела Михајла
- Протестантска црква Св. Јована крститеља